# MG (chinesische Automarke)

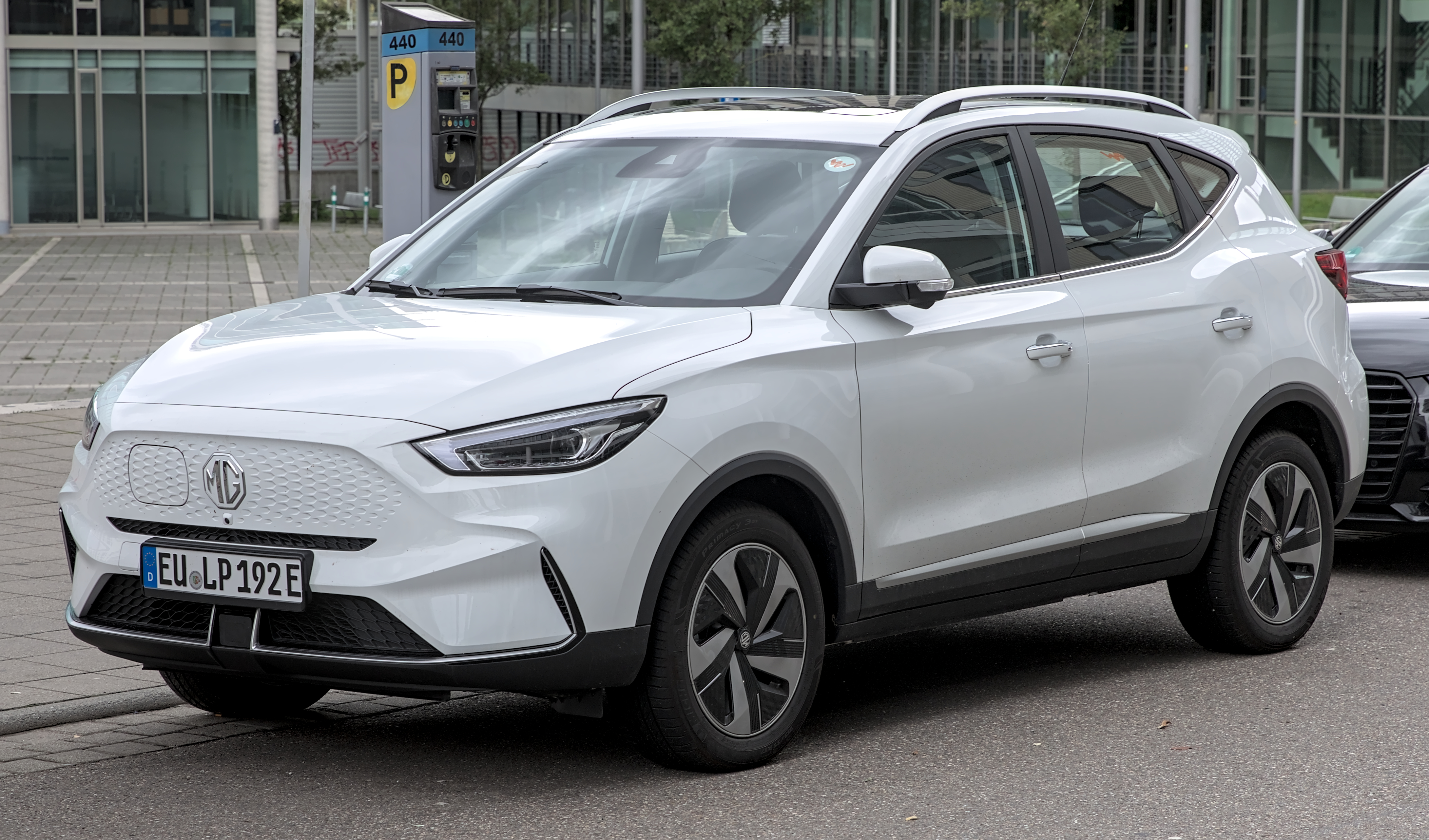
MG ZS EV (1. Facelift)

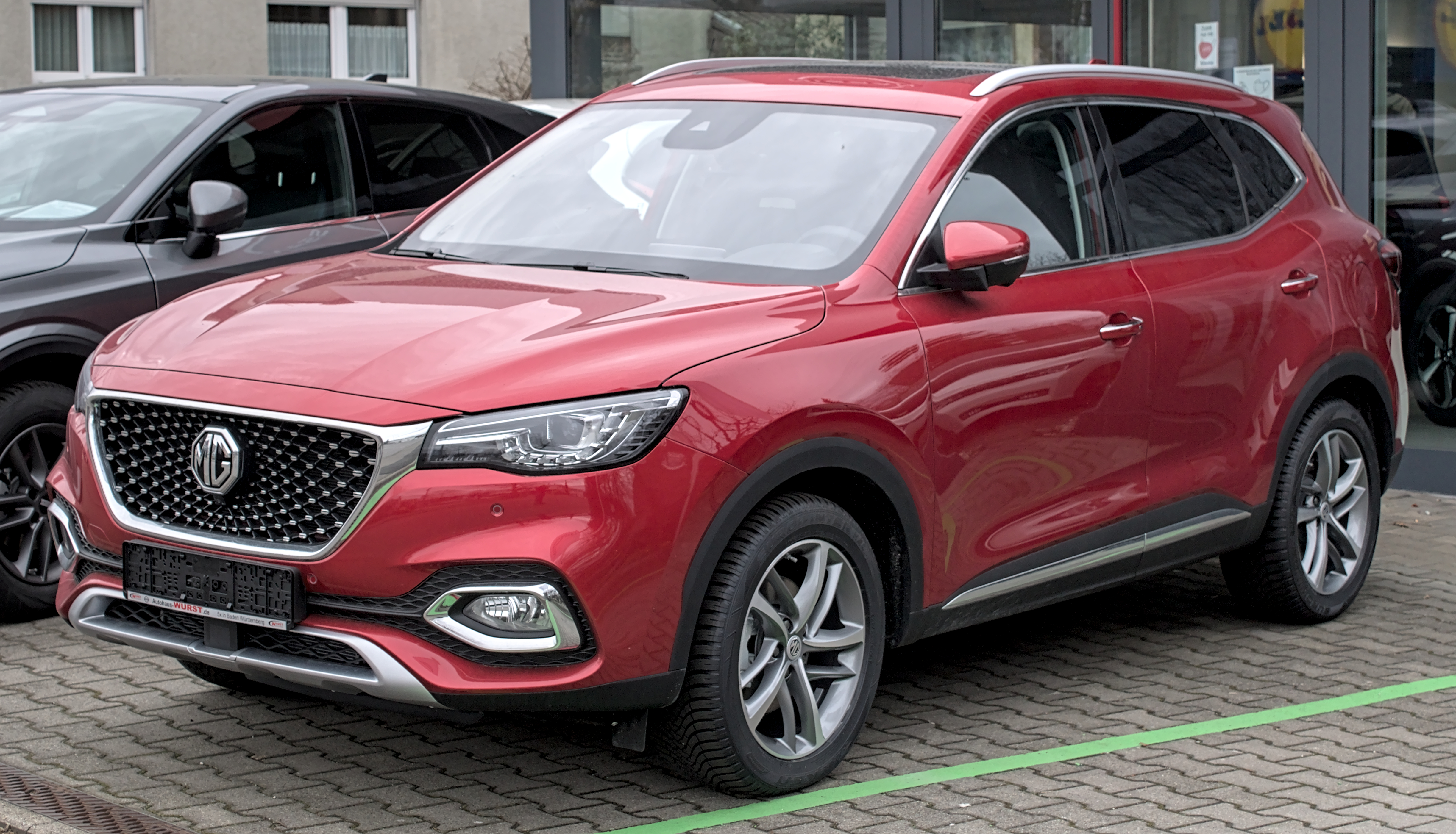
MG HS

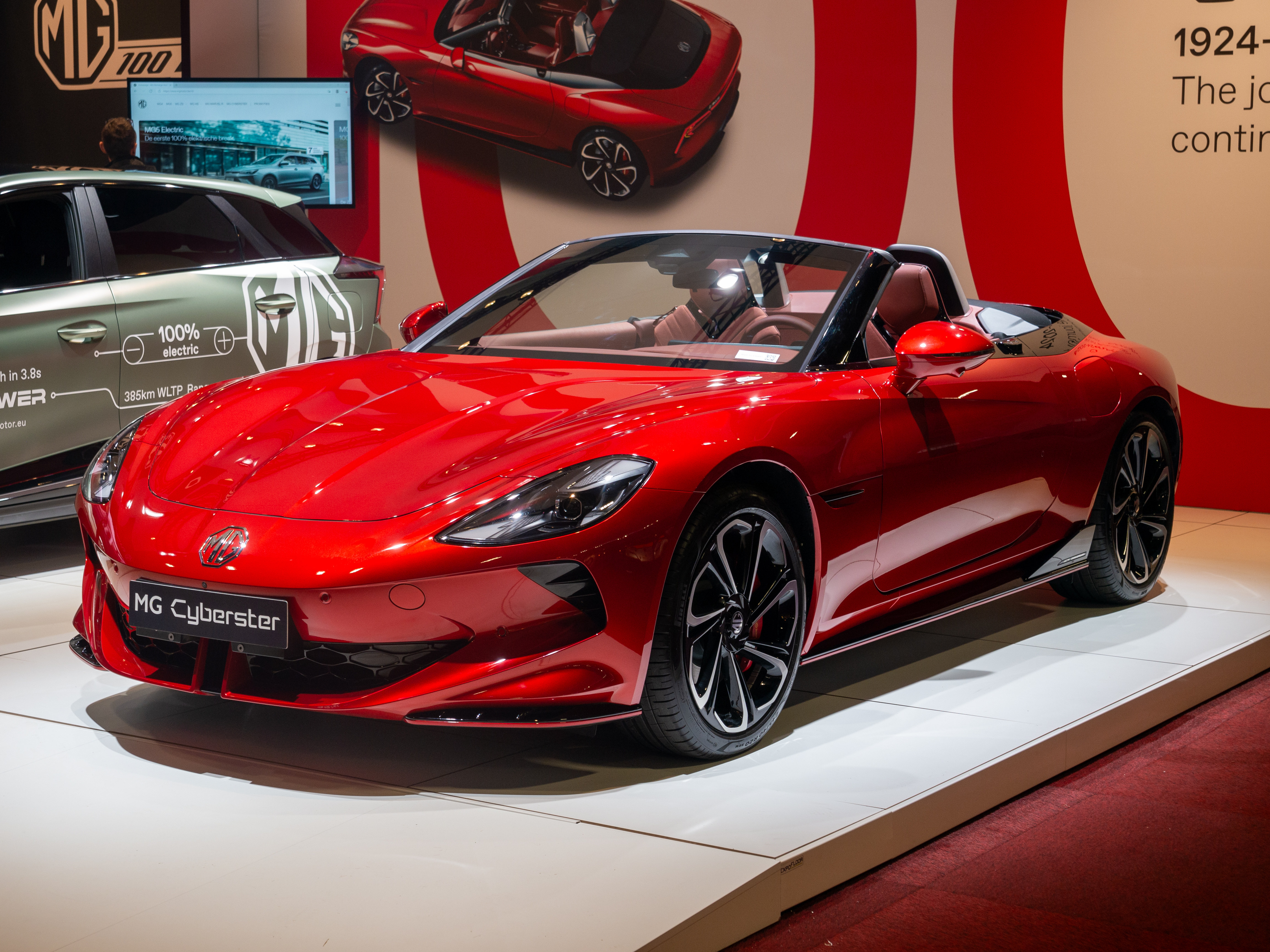
MG Cyberster

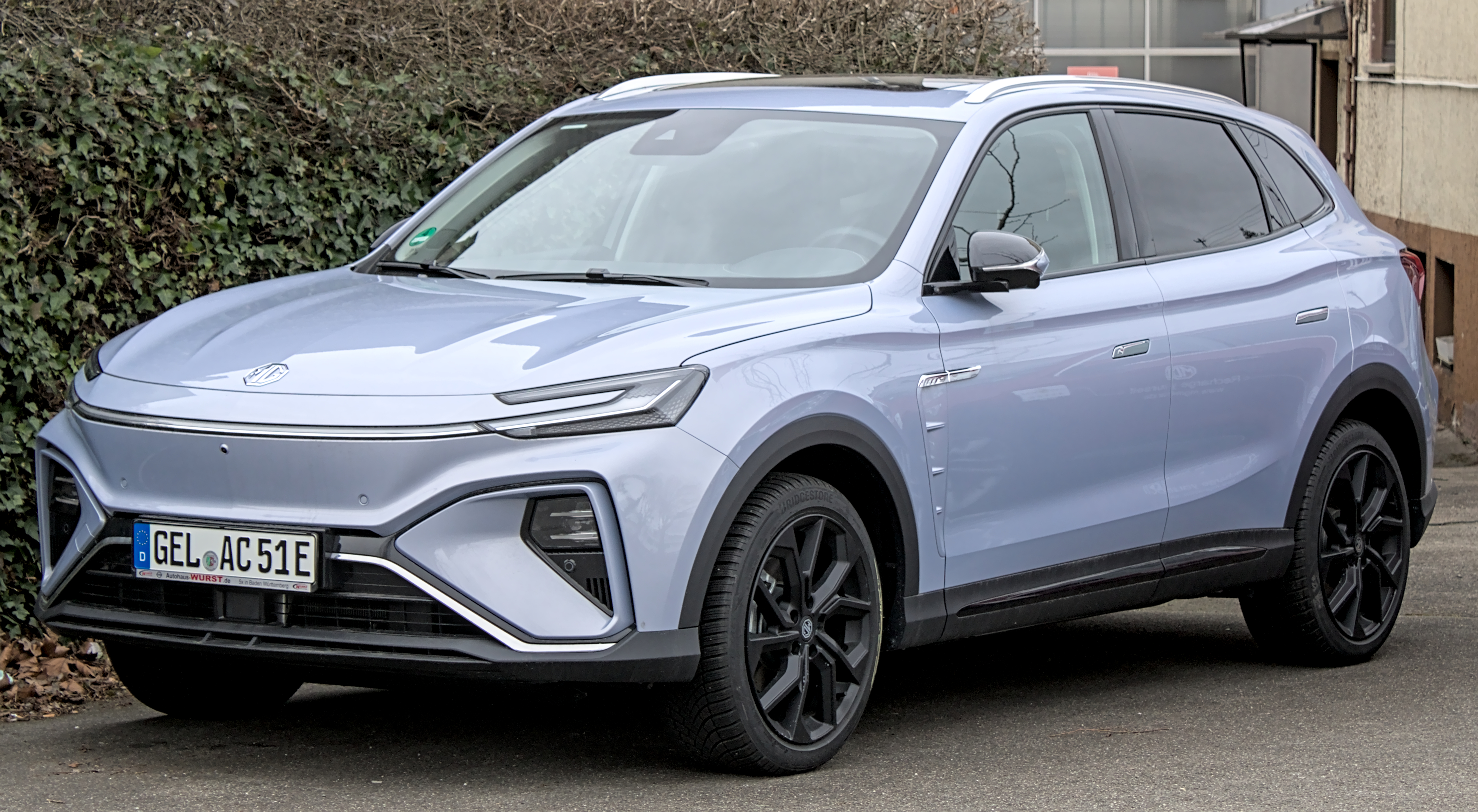
MG Marvel R

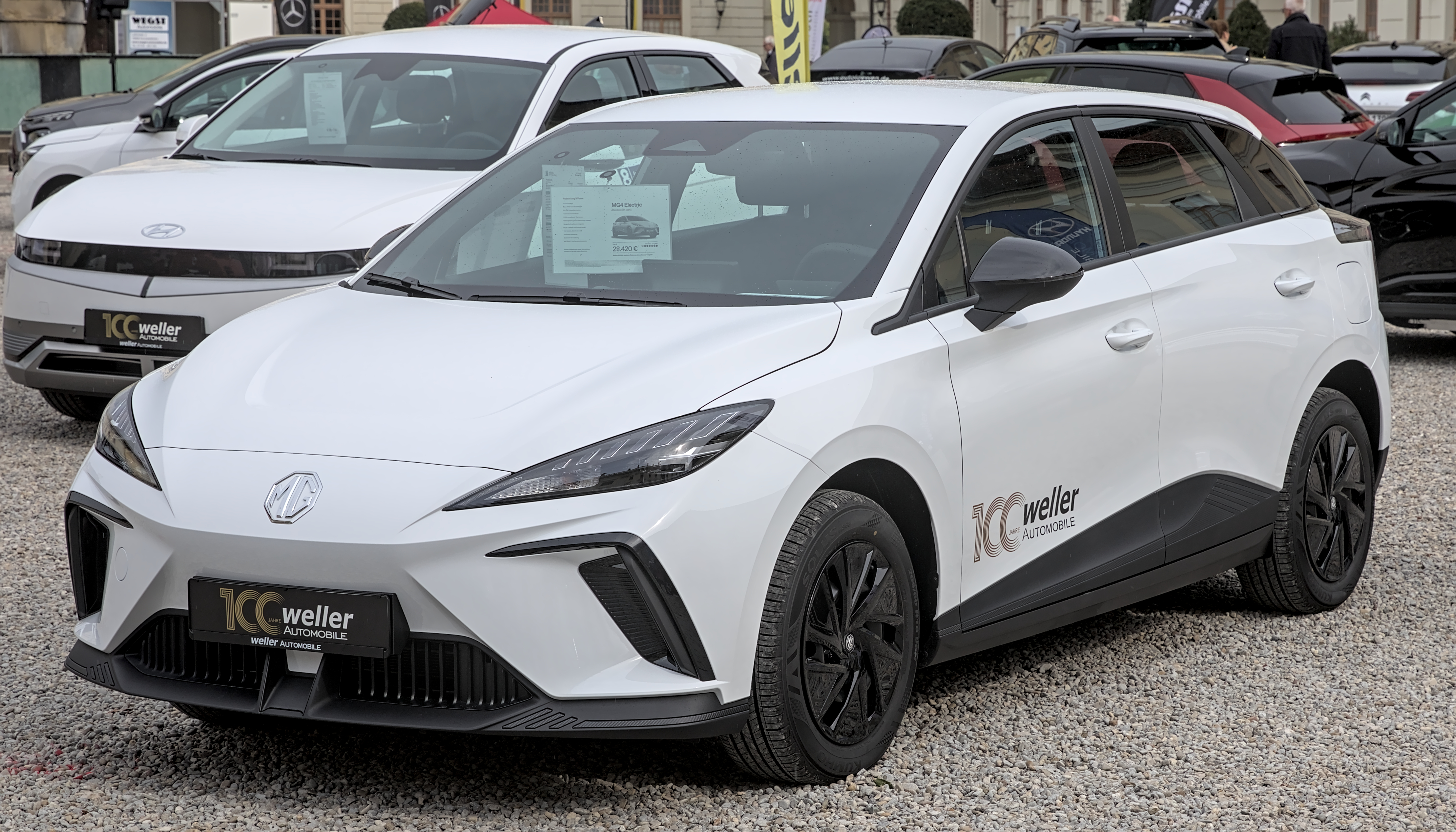
MG 4

MG ist eine Automobilmarke der chinesischen Unternehmensgruppe SAIC Motor. Im Januar 2021 begann die Marke ihre Verkäufe in Deutschland unter eigenem Namen zu starten.

## Markengeschichte
Ursprünglich war MG eine britische Automarke, die zuletzt zu Rover gehörte. Nach dessen Insolvenz übernahm die chinesische Nanjing Automobile Group im Juli 2005 die Werkseinrichtungen sowie die Markenrechte an MG für 53 Millionen Pfund Sterling. Im März 2006 wurde Nanjing MG Automotive in Nanjing gegründet. Im März 2007 begann dort die Produktion von Automobilen. Von Mai 2007 bis 2016 wurden einige Modelle bei MG Motor UK in Birmingham endmontiert. Außerdem gab es Pläne für ein Produktionswerk in Oklahoma in den USA.
2007 oder im April 2008 kaufte SAIC Motor aus Shanghai die Nanjing Automobile Group auf und setzt seitdem die Produktion fort. SAIC fasst Roewe und MG in seiner Abteilung SAIC Motor Passenger Vehicle zusammen.
2021 trat die Marke in den deutschen Markt ein. 2024 konnte der Hersteller mit insgesamt 20.977 Neuzulassungen seine Position am deutschen Markt behaupten. Seit dem Neustart 2021 hat die Marke damit insgesamt 61.681 Fahrzeuge auf deutsche Straßen gebracht. Trotz eines rückläufigen Gesamtmarktes konnte MG seinen Marktanteil von 0,7 Prozent halten. Im März 2025 hatte MG in Deutschland etwa 150 Vertriebspartner.

## Fahrzeuge
Bei einigen Fahrzeugen gibt es Verbindungen zu Modellen anderer Marken des Konzerns. Dazu gehören Baojun und Roewe.
Nachstehend die Modelle, zu denen Verkaufszahlen in China bekannt sind:
- 3 (seit 2008) auch Verkäufe in Europa[10]
- 4 (seit 2022) auch bekannt als MG Mulan[11]
- 5 (seit 2012)[12]
- 6 (seit 2010) auch Verkäufe in Europa[13]
- 7 (seit 2007)[14]
- Cyberster (seit 2023)[15]
- Cyber X (ab 2025)[16]
- S5 (seit 2024)[17]
- GS (2015–2019) ähnelt Roewe RX5, auch Verkäufe in Europa[18]
- GT (2014–2019)[19]
- HS (seit 2018) ähnelt Roewe RX5, auch Verkäufe in Europa[20]
- Linghang (seit 2020)[21]
- One (seit 2021)[22]
- TF (2007–2011)[23]
- ZS (seit 2017) ähnelt Roewe RX3, auch Verkäufe in Europa[24]
- ZS (seit 2024) auch Verkäufe in Europa[25]

Weitere Modelle, die in China von anderen Marken des SAIC-Konzerns vermarktet werden, werden auf anderen Märkten als MG verkauft. Für Europa sind die Modelle MG Marvel R und MG 5 zu nennen, die in China unter den Marken Roewe und Rising geführt werden. Außerdem wurden mit dem MG 9 EV und dem MG S9 EV auf dem Genfer Auto-Salon im Februar 2024 zwei weitere umgelabelte Rising-Modelle präsentiert. Ein weiterer umgelabelter Roewe ist der MG Whale, der in den Vereinigten Arabischen Emiraten angeboten wird. In Indien wird außerdem der MG Hector auf Basis des Baojun 530 verkauft. Zudem sind dort das SUV MG Gloster und der Kleinwagen MG Windsor erhältlich.
Seit Juli 2025 werden im Vereinigten Königreich auch Modelle von IM Motors als MG angeboten.

## Verkaufszahlen in China
Zwischen 2007 und 2022 sind in der Volksrepublik China insgesamt 2.250.374 Neuwagen von MG verkauft worden. Mit 535.896 Einheiten war 2021 das erfolgreichste Jahr.
| Jahr                             |      |  | Stück   |         |
| 2007                             | 2007 |  | 3.131   | 3.131   |
| 2008                             | 2008 |  | 9.157   | 9.157   |
| 2009                             | 2009 |  | 10.602  | 10.602  |
| 2010                             | 2010 |  | 29.216  | 29.216  |
| 2011                             | 2011 |  | 50.191  | 50.191  |
| 2012                             | 2012 |  | 72.516  | 72.516  |
| 2013                             | 2013 |  | 74.684  | 74.684  |
| 2014                             | 2014 |  | 47.207  | 47.207  |
| 2015                             | 2015 |  | 62.632  | 62.632  |
| 2016                             | 2016 |  | 63.064  | 63.064  |
| 2017                             | 2017 |  | 121.807 | 121.807 |
| 2018                             | 2018 |  | 263.425 | 263.425 |
| 2019                             | 2019 |  | 306.669 | 306.669 |
| 2020                             | 2020 |  | 346.931 | 346.931 |
| 2021                             | 2021 |  | 535.896 | 535.896 |
| 2022                             | 2022 |  | 253.246 | 253.246 |
| Verkaufszahlen in China, Quelle: |      |  |         |         |